# Список ликвидаторов последствий аварии на ЧАЭС — Героев Советского Союза

Мемориал в память о ликвидаторах на Митинском кладбище в Москве, где, в частности, похоронены Виктор Кибенок и Владимир Правик

Ниже представлен список ликвидаторов последствий аварии на Чернобыльской атомной электростанции, удостоенных звания Героя Советского Союза. Это звание, являвшееся высшей степенью отличия за личные или коллективные заслуги перед СССР, связанные с совершением геройского подвига, было присвоено шести участникам ликвидации последствий чернобыльской катастрофы, двое из которых погибли вследствие радиоактивного облучения и были награждены посмертно.

## Исторический контекст
Почётное звание Героя Советского Союза учреждено 16 апреля 1934 года как высшая степень отличия за «за личные или коллективные заслуги перед государством, связанные с совершением геройского подвига». Звание присваивалось Президиумом Верховного Совета СССР (с 1990 года — президентом СССР). Удостоенному званию лицу также вручались: медаль «Золотая Звезда» — знак особого отличия; орден Ленина — высшая награда СССР; грамота Президиума Верховного Совета СССР.
26 апреля 1986 года в 1:23 по местному времени на четвёртом энергоблоке Чернобыльской АЭС произошёл взрыв. В результате аварии был полностью разрушен реактор, значительное количество радиоактивных веществ было выброшено в окружающую среду. В ликвидации последствий катастрофы участвовали более 600 тысяч человек; многие из ликвидаторов были впоследствии отмечены государственными наградами СССР. Шесть участников ликвидации последствий аварии на Чернобыльской АЭС были удостоены звания Героя Советского Союза, двое из них — посмертно.
Первыми ликвидаторами последствий аварии на Чернобыльской АЭС — Героями Советского Союза стали пожарные, принимавшие участие в тушении пожара на четвёртом энергоблоке электростанции: 25 сентября 1986 года звание было присвоено начальнику военизированной пожарной части № 2 Управления пожарной охраны Управления внутренних дел Киевского облисполкома по охране Чернобыльской АЭС майору внутренней службы Л. П. Телятникову, начальнику караула сводной военизированной пожарной части № 6 Управления пожарной охраны Управления внутренних дел Киевского облисполкома по охране Чернобыльской АЭС лейтенанту внутренней службы В. Н. Кибенку (посмертно) и начальнику караула военизированной пожарной части № 2 Управления пожарной охраны Управления внутренних дел Киевского облисполкома по охране Чернобыльской АЭС лейтенанту внутренней службы В. П. Правику (посмертно).

## Алфавитный список ликвидаторов последствий аварии на ЧАЭС, удостоенных звания Героя Советского Союза
Нижеприведённый список ликвидаторов последствий аварии на Чернобыльской АЭС, удостоенных звания Героя Советского Союза, составлен в алфавитном порядке и содержит общие сведения о награждённых, включая информацию о годах жизни, воинских званиях, должностях награждённых, а также даты присвоения звания, номера медалей «Золотая Звезда» и орденов Ленина, которыми были награждены ликвидаторы. Удостоенные звания посмертно выделены в списке  серым цветом. 
| № | Изображение | Фамилия, имя, отчество      | Годы жизни | Воинское звание             | Должность | Дата присвоения звания | Номер медали «Золотая Звезда» и ордена Ленина | Обстоятельства совершения подвига | Источники            |
| - | ----------- | --------------------------- | ---------- | --------------------------- | --- | ---------------------- | --------------------------------------------- | --- | -------------------- |
| 1 |             | Антошкин Николай Тимофеевич | 1942—2021  | генерал-майор авиации       | начальник штаба — первый заместитель командующего ВВС Киевского военного округа                                                                                      | 24 декабря 1986 года   | медаль № 11552, орден № 459680                | 26 апреля 1986 года прибыл в зону аварии, совершил разведывательный облёт ЧАЭС на вертолёте. Отдал приказ поднять по тревоге вертолётные части Киевского военного округа, организовал их перемещение на ближайшие к месту аварии аэродромы, а также немедленное выполнение задач по засыпке взорвавшегося реактора. В период с 26 апреля по 5 мая 1986 года сформировал и возглавлял авиационную группу, выполнявшую задачи по закрытию реактора. После получения большой дозы радиоактивного облучения был отстранён от вылетов, но продолжал руководить работой вертолётных частей Киевского военного округа в зоне аварии. | [ 5 ] [ 6 ]          |
| 2 |             | Кибенок Виктор Николаевич   | 1963—1986  | лейтенант внутренней службы | начальник караула сводной военизированной пожарной части № 6 Управления пожарной охраны Управления внутренних дел Киевского облисполкома по охране Чернобыльской АЭС | 25 сентября 1986 года  | медаль № 11548, орден № 459660                | Участник тушения пожара на ЧАЭС в первые часы после аварии. Расчёт пожарных, который возглавлял Кибенок, состоял из 10 человек и прибыл на место аварии в 1:35 26 апреля 1986 года. Пожарные участвовали в ликвидации возникшего пожара на очень большой высоте, подъём на кровлю осуществлялся по наружным пожарным лестницам. Кибенок получил высокую дозу радиоактивного облучения и скончался в мае 1986 года. | [ 5 ] [ 7 ] [ 8 ]    |
| 3 |             | Мельник Николай Николаевич  | 1953—2013  | —                           | лётчик-испытатель Феодосийского филиала ОКБ имени Н. И. Камова | 6 октября 1987 года    | медаль № 11561                                | В период с 30 мая по 25 июня 1986 года находился в зоне аварии на ЧАЭС. Совершил 46 полётов на вертолёте Ка-27Е (общая продолжительность — 52 часа). Установил в районе аварийного блока (в том числе в жерло вентиляционной трубы) несколько датчиков. 19 июня 1986 года провёл операцию по установке специального датчика длиной 18 метров в активную зону реактора. Получил высокую дозу радиоактивного облучения. | [ 9 ] [ 10 ]         |
| 4 |             | Пикалов Владимир Карпович   | 1924—2003  | генерал-полковник           | начальник химических войск Министерства обороны СССР | 24 декабря 1986 года   | медаль № 11553                                | Прибыл в Припять 26 апреля 1986 года в 12 часов по местному времени. Организовал временный командный пункт, лично провёл круговую радиационную разведку местности вокруг ЧАЭС на бронетранспортёре, выявил направление распространения радиации и движения радиоактивного облака. До середины мая 1986 года практически непрерывно находился в зоне аварии, впоследствии неоднократно посещал место катастрофы для руководства мероприятиями химических войск. | [ 11 ] [ 12 ]        |
| 5 |             | Правик Владимир Павлович    | 1962—1986  | лейтенант внутренней службы | начальник караула военизированной пожарной части № 2 Управления пожарной охраны Управления внутренних дел Киевского облисполкома по охране Чернобыльской АЭС         | 25 сентября 1986 года  | медаль № 11549, орден № 459661                | Участник тушения пожара на ЧАЭС в первые часы после аварии. Расчёт пожарных, который возглавлял Правик, состоял из 14 человек и прибыл на место аварии в 1:28 26 апреля 1986 года. По приказу Правика пожарные приступили к тушению кровли машинного зала, также была осуществлена разведка в машинном зале и блочном щите управления. Правик получил высокую дозу радиоактивного облучения и скончался в мае 1986 года. | [ 13 ] [ 14 ] [ 15 ] |
| 6 |             | Телятников Леонид Петрович  | 1951—2004  | майор внутренней службы     | начальник военизированной пожарной части № 2 Управления пожарной охраны Управления внутренних дел Киевского облисполкома по охране Чернобыльской АЭС                 | 25 сентября 1986 года  | медаль № 11547, орден № 459659                | Осуществлял непосредственное руководство мероприятиями по тушению пожара на ЧАЭС в первые часы после аварии. Прибыл на место аварии в 1:40 26 апреля 1986 года, принял руководство тушением пожара на себя и организовал два боевых участка. Получил высокую дозу радиоактивного облучения. | [ 16 ] [ 17 ] [ 18 ] |

## Комментарии
1. ↑  Сокращённо — ЧАЭС либо Чернобыльская АЭС.
2. 1 2  Указывается на момент присвоения звания Героя Советского Союза.